# جشنواره فیلم کن ۱۹۵۷
دهمین دوره جشنواره فیلم کن در روز های ۰۲-۱۷ می سال ۱۹۵۷. برگزار شد . نخل طلایی به فیلم ترغیب دوستانه ویلیام وایلر رسید . 

## برندگان
- نخل طلا: ترغیب دوستانهتوسط ویلیام وایلر
- جایزه هیئت داوران جشنواره فیلم کن:
  - کانال توسط آندری وایدا
  - مهر هفتم توسط اینگمار برگمان
- جایزه بهترین بازیگر مرد جشنواره فیلم کن: جان کیتزمیلر برای دره صلح
- جایزه بهترین بازیگر زن جشنواره فیلم کن: جولیتا ماسینا برای شب‌های کابیریا
- جایزه بهترین کارگردان جشنواره فیلم کن: روبر برسون برای محکوم‌به‌مرگی گریخته است
- نخل طلایی فیلم کوتاه: Scurtă Istorie توسط یون پوپسکو-گوپو